# 黃金福 (足球員)
黃金福（1949年3月17日—），馬來西亞華人，前馬來西亞國家足球隊守門員，曾代表馬來西亞參加1972年慕尼黑奧運會。曾效力加山、南華、流浪、精工等多間香港球會。

## 生平
黃金福入選馬來西亞國家隊參加1972年慕尼黑奧運會足球賽，三場分組賽均擔任正選，首場比賽0比3不敵德國，第二場以3比0擊敗美國，第三場比賽以0比6不敵摩洛哥，無緣晉級次圈。
慕尼黑奧運後來到香港，先後效力過加山、南華、流浪、精工多間球會。

## 家庭
黃金福退役後在香港從事電機工程，但為了兒子決定移居上海，其後再回到馬來西亞。黃金福兒子黃子揚，同樣司職守門員，曾經效力香港超級聯賽球會流浪，後返回馬來西亞發展。